# Benjamin Dean Wyatt
Benjamin Dean Wyatt (1775–1852) est un architecte britannique, membre de la famille Wyatt.

## Jeunesse
Il est le fils et l'élève de l'architecte James Wyatt et le frère de Matthew Cotes Wyatt. Avant de s'installer comme architecte en 1809, il rejoint la fonction publique de la Compagnie des Indes orientales, travaillant dans les services de Lord Wellesley, à Calcutta. Ensuite, à Dublin, il est employé comme secrétaire privé du frère de Wellesley, Arthur, plus tard duc de Wellington.
En 1811, Wyatt remporte le concours pour reconstruire le Théâtre de Drury Lane, qui a été détruit par un incendie en 1809. La construction commence en octobre 1811 et le théâtre ouvre un an plus tard. Wyatt base la conception de l'auditorium en partie sur celle du théâtre de Bordeaux, réputé pour avoir la meilleure acoustique d'Europe. En 1813, il publie Observations on the Design for the Theatre Royal, Drury Lane .
Il succède à son père au poste d'arpenteur de la fabrique de l'abbaye de Westminster de 1813 à 1827.

## Le duc de Wellington
Lorsque Arthur Wellesley revient de la guerre de la péninsule en 1814, il est créé 1er duc de Wellington et le gouvernement propose de lui acheter une résidence. Wellington appelle Wyatt pour le conseiller. Celui-ci préconise un bâtiment qui produisait "un effet très magnifique et imposant" sans "les dépenses monstrueuses d'un manoir étendu aux dimensions de Blenheim [ou] de Castle Howard ".
Sans avoir trouvé d'emplacement approprié, il dresse un ensemble de plans qu'il présente à Wellington à Paris, quelques mois après la victoire du duc à Waterloo. Son idée est de disposer les bâtiments autour de trois côtés d'une grande cour aux angles arrondis, pénétrée par un paravent à colonnades. Le bloc principal de la maison est prévu autour d'un hall d'escalier octogonal, avec un dôme à caissons percé d'un oculus, à la manière du Panthéon de Londres, conçu par son père James Wyatt. L'architecte doit produire un certain nombre de variantes avant que le duc ne donne finalement son approbation en novembre 1815. Wyatt produit ensuite un ensemble de dessins d'exécution, qui comprennent des instructions détaillées pour la décoration néoclassique.
En 1817, les administrateurs nommés par le Parlement pour fournir au duc une maison achètent un domaine à Stratfield Saye, dans le Hampshire, pour l'usage de Wellington et Wyatt est convaincu que le palais y serait construit, malgré le peu d'enthousiasme des administrateurs pour ses plans. Cependant, au début de 1818, il est décidé que la maison existante pouvait être modifiée ; Wyatt est payé pour ses plans et le projet est abandonné.
En 1819, Wyatt commence à travailler sur des améliorations à Apsley House, la maison londonienne de Wellington. Dans la première phase des travaux, il ajoute une extension de trois étages au nord-est, abritant une salle à manger d'apparat, des chambres et des dressings.
Une deuxième phase, commencée après que Wellington soit devenu Premier ministre en 1828, comprend un nouvel escalier et la "Waterloo Gallery" de style Louis XIV sur la façade ouest de la maison. L'extérieur - auparavant en brique rouge - est revêtu de pierre de Bath et un portique à fronton est ajouté. L'estimation initiale de Wyatt pour les travaux est de 23 000 £, mais la nécessité de réparer les défauts structurels découverts pendant les travaux entraîne une augmentation des coûts à plus de 61 000 £.

## Autres maisons
Il ajoute une aile nord de deux étages à Westport House à Mayo, en Irlande en 1816 pour le 2e marquis de Sligo. Cette aile contient des logements pour le personnel et des installations de cuisine. Il construit aussi une aile sud en 1819 qui contient une bibliothèque haute de deux étages entourée d'une mezzanine soutenue par des consoles en fonte qui donnent accès aux livres. Cette aile est détruite dans un incendie en 1826 en raison de la surchauffe du système de chauffage à air chaud techniquement avancé. Les plans originaux de Wyatt pour la bibliothèque sont à Westport House.
Wyatt joue un rôle important dans la relance du style rococo en Angleterre au milieu des années 1820. Il conçoit les intérieurs du château de Belvoir (1825-1830), notamment la salle à manger, la galerie de photos, le salon Elizabeth et, dans le parc, un mausolée de style roman.

## Travaux ultérieurs à Londres
Avec son frère, Philip William (décédé en 1835), il conçoit le Crockford's Club (1827), 50–3 St James's Street, Londonderry House (1825–28) démoli en 1964 et l'Oriental Club à Hanover Square (1827–1828). Il est le concepteur de la colonne du duc d'York, érigée de 1831 à 1834. Il participe également à la conception de Lancaster House, en concevant l'extérieur (le dernier étage est ajouté par Sir Robert Smirke) et les salles d'apparat.
Les architectes Alexander Dick Gough (en) et Robert Lewis Roumieu (en) sont stagiaires chez lui en 1823 et 1831 respectivement.

## Galerie d'œuvres architecturales

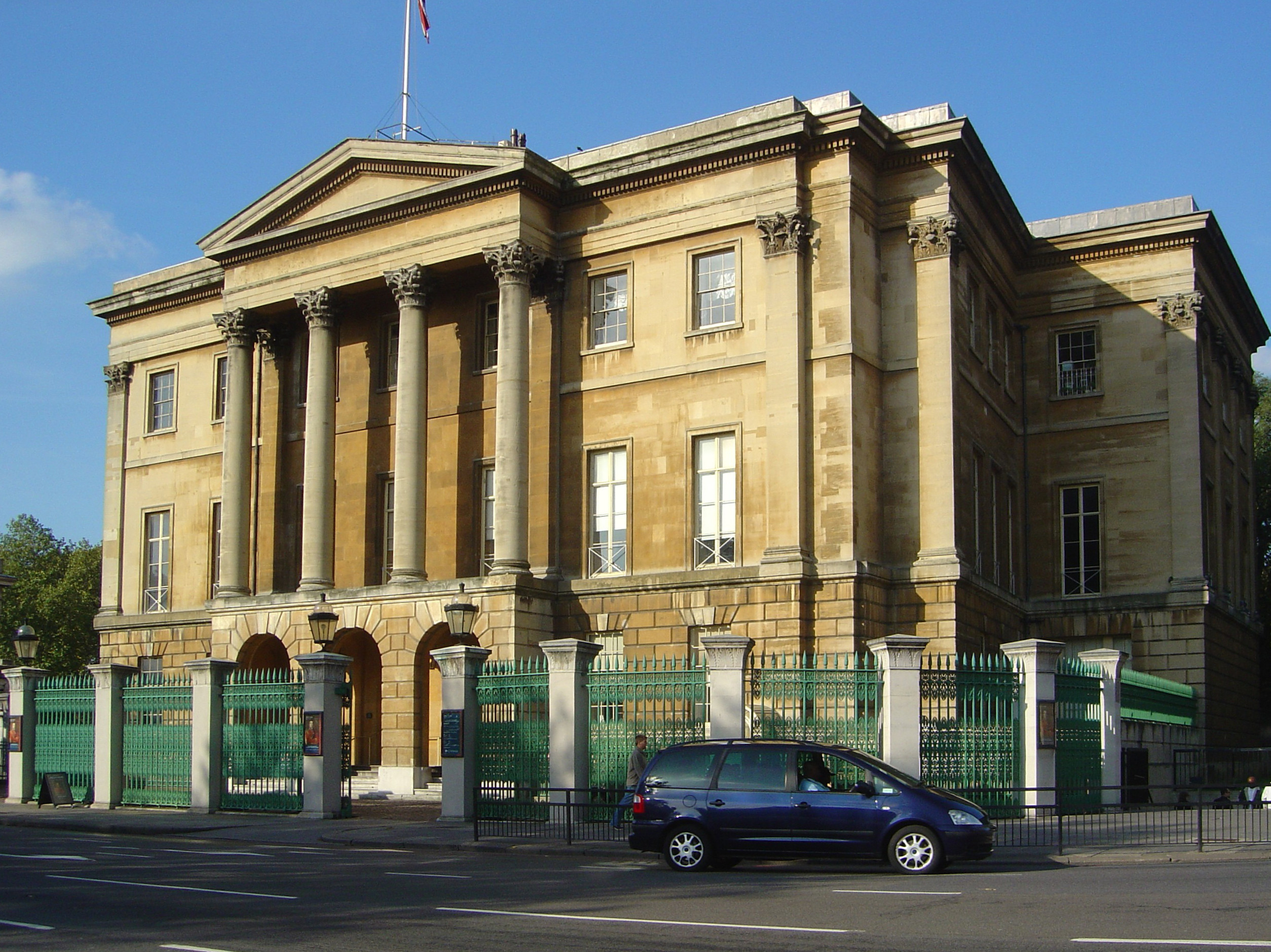
Apsley House, Londres
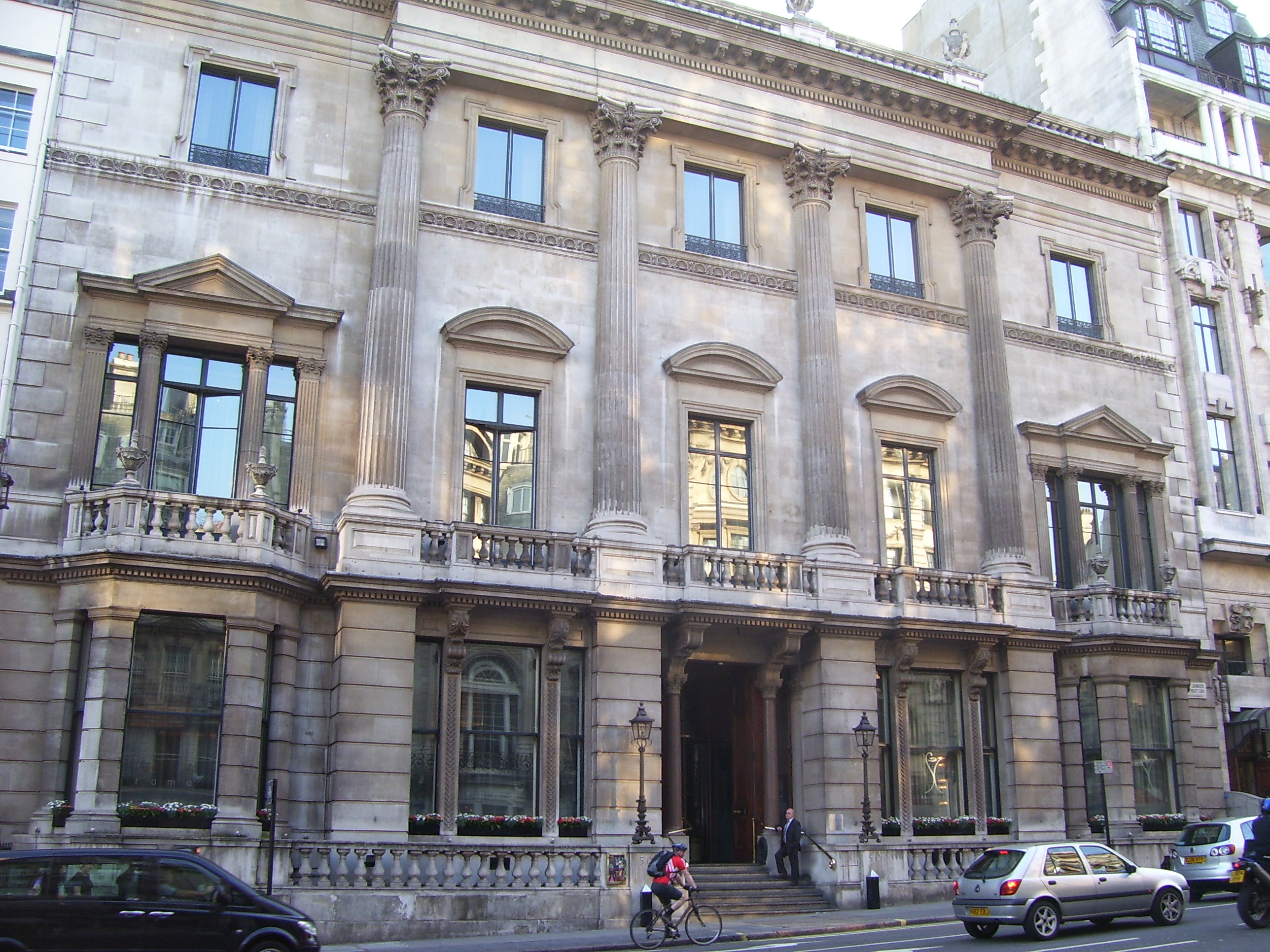
Crockford's Club, Londres travail conjoint avec son frère Philip Wyatt (en)
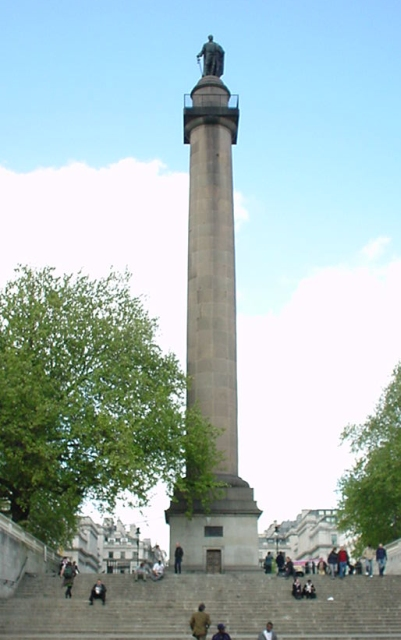
Colonne du duc d'York
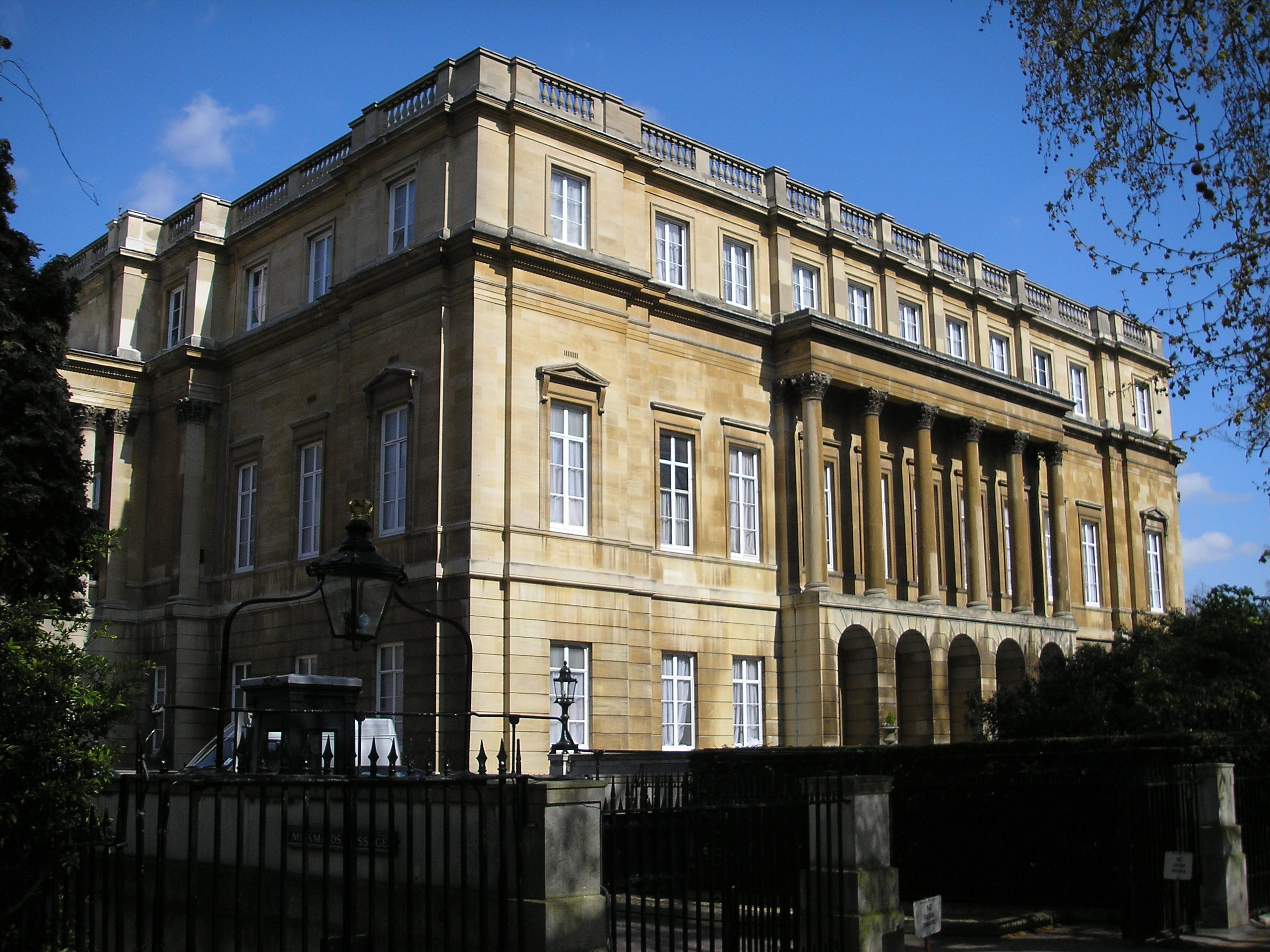
Lancaster House
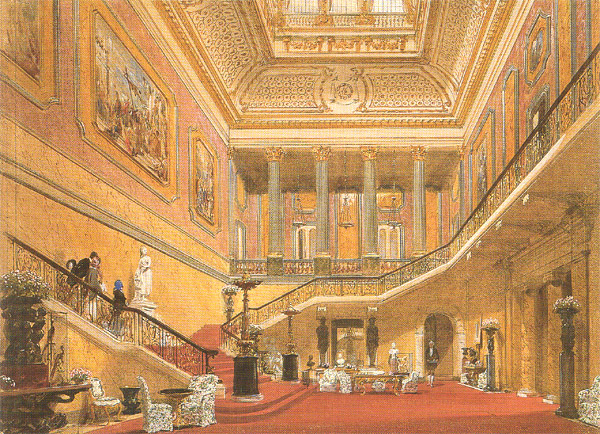
Le Grand Escalier, Lancaster House
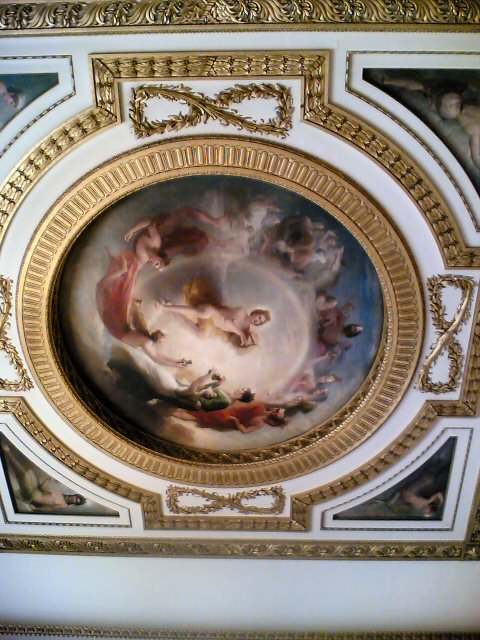
Le plafond, salon sud-ouest, Lancaster House
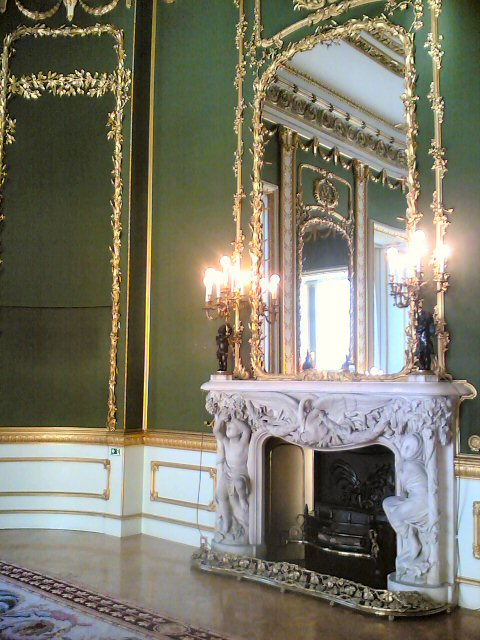
Cheminée, salon sud-ouest, Lancaster House